# Mount Oliver, Pennsylvania
Mount Oliver là một thị trấn thuộc quận Allegheny, tiểu bang Pennsylvania, Hoa Kỳ. Năm 2010, dân số của thị trấn này là 3403 người.